# Akademiczna Hromada
Akademiczna Hromada – ukraińska studencka organizacja we Lwowie, działająca w latach 1896–1921.
Organizacja powstała z połączenia organizacji studenckich "Bractwo Akademiczne" oraz "Watra". Od 1908 rozpoczęła ożywioną działalność oświatową wśród chłopów i mieszczan. Organem organizacji było czasopismo "Mołoda Ukrajina".
Organizacja została rozwiązana w 1921 przez polskie władze w ramach represji skierowanych przeciw Tajnemu Uniwersytetowi Ukraińskiemu.